# Los Ojos (Nuevo México)
Los Ojos es un lugar designado por el censo ubicado en el condado de Río Arriba en el estado estadounidense de Nuevo México. En el Censo de 2010 tenía una población de 125 habitantes y una densidad poblacional de 34,45 personas por km².

## Geografía
Los Ojos se encuentra ubicado en las coordenadas 36°44′19″N 106°33′42″O / 36.73861, -106.56167. Según la Oficina del Censo de los Estados Unidos, Los Ojos tiene una superficie total de 3.63 km², de la cual 3.61 km² corresponden a tierra firme y (0.64%) 0.02 km² es agua.

## Demografía
Según el censo de 2010, había 125 personas residiendo en Los Ojos. La densidad de población era de 34,45 hab./km². De los 125 habitantes, Los Ojos estaba compuesto por el 65.6% blancos, el 0% eran afroamericanos, el 1.6% eran amerindios, el 0% eran asiáticos, el 0% eran isleños del Pacífico, el 32.8% eran de otras razas y el 0% pertenecían a dos o más razas. Del total de la población el 91.2% eran hispanos o latinos de cualquier raza.